# DeSoto Firedome
DeSoto Firedome – samochód osobowy klasy wyższej (pełnowymiarowej) produkowany pod amerykańską marką DeSoto w latach 1952–1959, w ramach czterech generacji.
Początkowo, od 1952 roku stanowił zwieńczenie gamy modeli osobowych firmy, następnie od 1955 roku modelowego został zdegradowany do roli jej tańszego modelu. Napędzały go wyłącznie silniki benzynowe w układzie V8; wersje nadwoziowe obejmowały w różnych okresach czterodrzwiowy sedan, kombi, dwu- i czterodrzwiowy hardtop (o nazwie Sportsman lub Seville) oraz dwudrzwiowe coupé i kabriolet.

## Pierwsza generacja

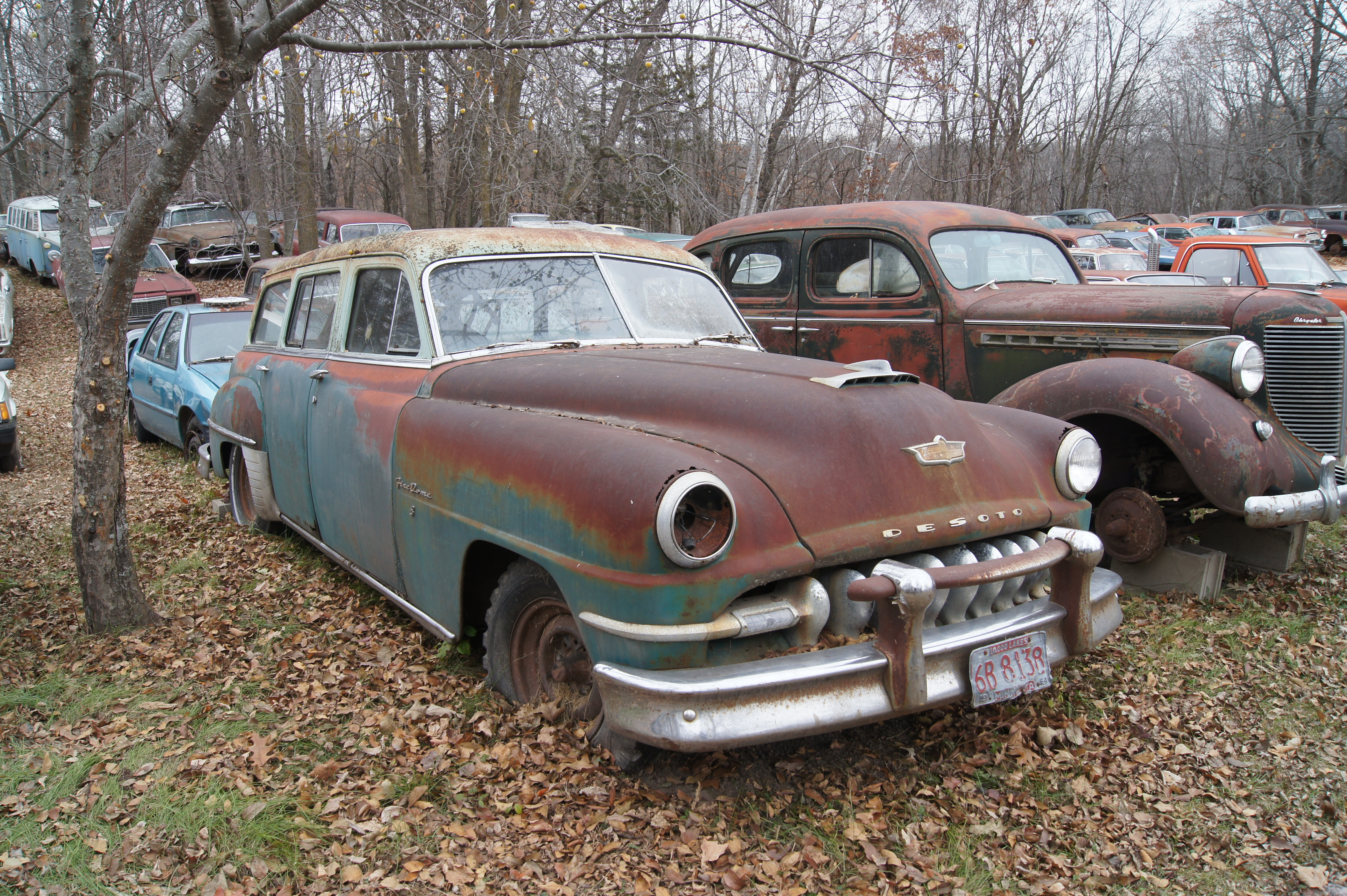
Wrak DeSoto Firedome kombi (Station Wagon) z 1952 roku

Model Firedome pojawił się w gamie DeSoto 14 lutego 1952 roku (nietypowo dla amerykańskich samochodów, w trakcie roku modelowego), jako sztandarowy model marki. Należał do generacji samochodów DeSoto wprowadzonej w 1949 roku i utrzymującej się z niewielkimi zmianami stylistycznymi do 1952 roku. Bazował na modelu DeSoto Custom, a nowością było w nim wprowadzenie ośmiocylindrowego silnika Firedome, w układzie V8 (po raz pierwszy dla tej marki od 1931 roku). Była to jednostka z rodziny Hemi, o pojemności 276,1 cali sześciennych (4,5 l) i mocy 160 KM. Napęd był przenoszony na tylną oś przez trzybiegową mechaniczną skrzynię biegów, za dopłatą dostępny był nadbieg albo skrzynia ze sprzęgłem hydrokinetycznym (Fluid Drive) lub skrzynia półautomatyczna (Fluid Torque Drive).
Samochody te miały cechy stylistyki z poprzedniego roku, jak wysokie nadwozie z wystającymi tylnymi błotnikami, dzieloną szybą przednią, konserwatywną linią dachu i atrapą chłodnicy z dziewięcioma chromowanymi pionowymi żebrami i dwoma poziomymi belkami zachodzącymi na boki, mieszczącymi światła postojowe. Wyróżnik tegorocznych modeli stanowił napis DESOTO na masce, złożony z dużych metalowych liter, oraz w przypadku tego modelu, nazwa pisanką „FireDome” i liczba cylindrów „8” na bokach błotników przednich za kołami. Dodatkowo model ten otrzymał ozdobny wlot powietrza na masce do filtra powietrza. Na liście dodatkowego wyposażenia pojawiły się w tym roku – po raz pierwszy u DeSoto – elektrycznie opuszczane szyby i wspomaganie kierownicy (199$) oraz hamulców  (poza DeSoto, wspomaganie hamulców w tym roku było dostępne jedynie w samochodach wyższego segmentu cenowego). DeSoto tej generacji cenione były za wygodę wysokich siedzeń, przestronność, komfort jazdy, dobrą amortyzację, a także solidność wykonania.
Firedome dostępny był w pierwszym roku jako czterodrzwiowy sedan, dwudrzwiowy hardtop o nazwie Sportsman, dwudrzwiowe coupé (ang. Club Coupe), dwudrzwiowy kabriolet (Convertible) oraz czterodrzwiowe kombi  (Station Wagon). Wszystkie modele były sześcioosobowe, o rozstawie osi 125,5 cala (3187 mm), z oponami rozmiaru 7,60 × 15. Ponadto oferowano ośmioosobową limuzynę (przedłużony sedan) o długości 5700 mm, na podwoziu o rozstawie osi 139,5 cala (3543 mm).
Przyspieszenie do 97 km/h według testów ze skrzynią Fluid Torque Drive wynosiło 15,2 s, prędkość maksymalna według licznika 172 km/h (realnie ok. 157 km/h), a czas startu na 1/4 mili: 21 s. Oceniany był wówczas jako jeden z najszybszych sedanów na rynku.
Firedome stał się po wprowadzeniu najdroższym modelem marki. Sama marka DeSoto była marką produkującą samochody pełnowymiarowe (ang. full size) z wyższego średniego segmentu cenowego. Cena modelu bez wyposażenia dodatkowego wynosiła od 2700 dolarów za coupe i 2721 dolarów za sedan do 3354 dolarów za kombi i 3523 za wydłużony sedan. Firedome należał do wyższej średniej półki cenowej, konkurując z samochodami takimi, jak Buick Super, Chrysler Windsor, Hudson Hornet, Oldsmobile 98. Mimo późnego wprowadzenia na rynek, modele z silnikiem V8 okazały się popularne i ich sprzedaż sięgnęła prawie połowy produkcji DeSoto w tym roku (48,64%). Wyprodukowano na rynek amerykański 45 800 Firedome, w tym 35 651 zwykłych sedanów, 550 kombi i tylko 50 przedłużonych sedanów.
| Model 1952 – dane techniczne      | Model 1952 – dane techniczne |
| --------------------------------- | --- |
| Wymiary:                          | |
| • Rozstaw osi:                    | 3188 mm (125,5″) |
| • Długość:                        | 5291 mm (208,3″) |
| • Szerokość:                      | 1900 mm (74,8″) |
| • Wysokość:                       | 1687 mm (66,4″) |
| • Masa własna:                    | 1667 – 1962 kg |
| • Prześwit:                       | 190 mm |
| • Rozstaw kół:                    | 1430 mm przód, 1513 tył |
| • Szerokość siedzeń:              | 1556 mm przód, 1470 mm tył |
| Napęd:                            | |
| • Silnik:                         | Firedome – gaźnikowy, V8 Hemi OHV, chłodzony cieczą, umieszczony podłużnie z przodu, napędzający koła tylne                                                               |
| • Pojemność skokowa:              | 4524 cm³ (276,1 cali sześciennych) |
| • Średnica cylindra × skok tłoka: | 92 × 85 m (3 5/8″ × 3 11/32″) |
| • Moc maksymalna:                 | 160 KM |
| • Stopień sprężania:              | 7:1 |
| • Układ zasilania:                | gaźnik dwugardzielowy |
| • Skrzynia przekładniowa:         | mechaniczna 3-biegowa z biegiem wstecznym, opcjonalny nadbieg albo skrzynia ze sprzęgłem hydrokinetycznym (Fluid Drive) lub skrzynia półautomatyczna (Fluid Torque Drive) |
| • Zbiornik paliwa:                | 64 l (17 gal) |
| Układ jezdny:                     | |
| • Hamulce:                        | hydrauliczne, opcjonalne wspomaganie |
| • Ogumienie:                      | diagonalne o wymiarach 7,60×15 |
| Dane eksploatacyjne:              | |
| • Prędkość maksymalna:            | 172 km/h (107 mph) (według prędkościomierza, realnie ok. 157 km/h) |
| • Przyspieszenie 0–97 km/h:       | 15,2 s (skrzynia Fuid Torque Drive) |
| • Czas startu na 1/4 mili:        | 21 s (skrzynia Fuid Torque Drive) |
| • Zużycie paliwa:                 | średnio ok. 14 l/100 km w trasie |
| • Średnica zawracania:            | 12,3 m (promień 20′2″) |

## Druga generacja

### 1953

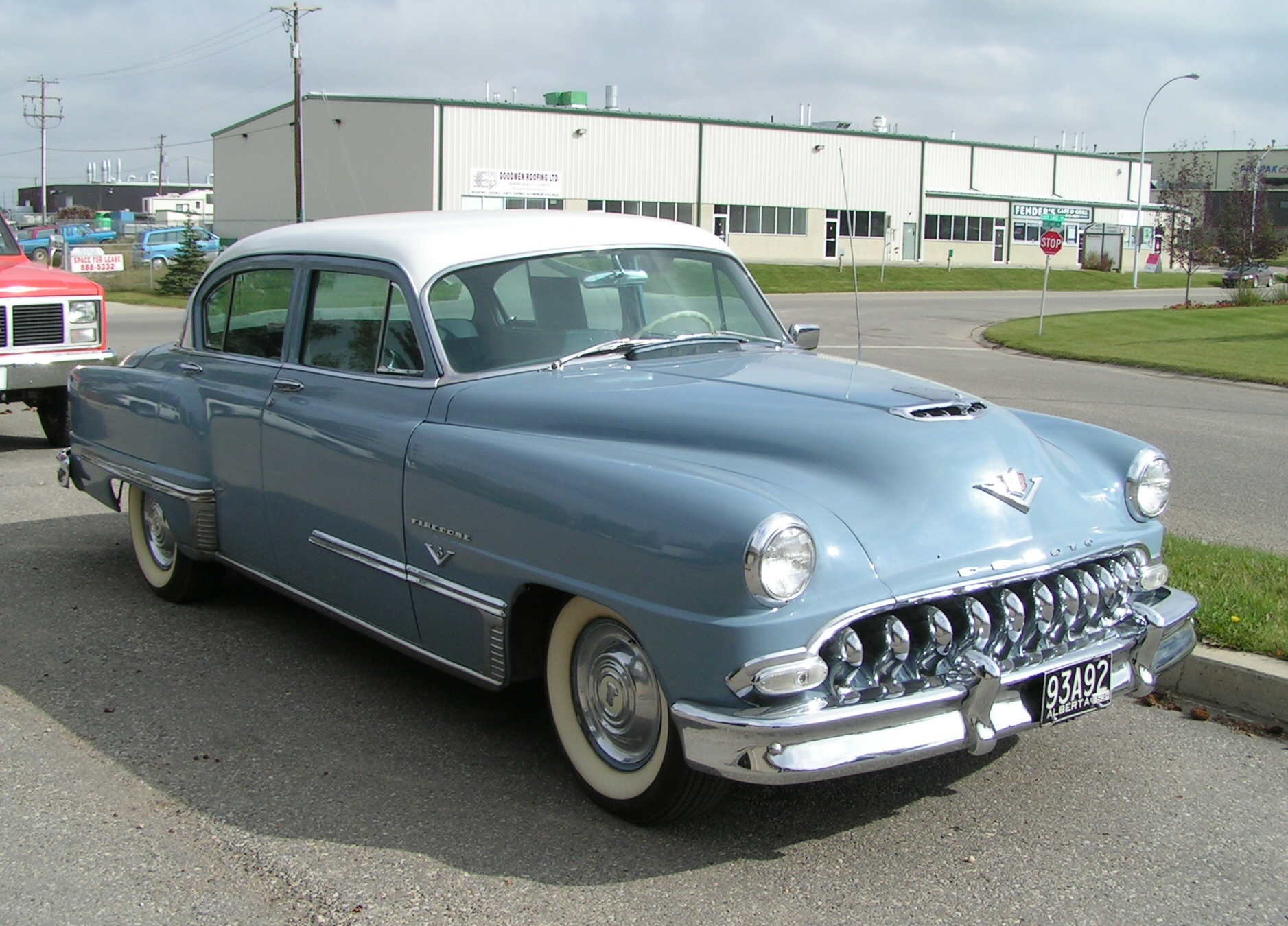
1953 DeSoto Firedome sedan

W listopadzie 1952 roku wprowadzono nową linię samochodów DeSoto na 1953 rok modelowy. Unowocześniono ich stylistykę, której wyróżnikiem stała się wygięta przednia szyba i bardziej opływowa i optycznie lżejsza tylna część dachu. Górna krawędź błotników przednich przechodziła w dłuższe przetłoczenie, ciągnące się do błotników tylnych. Zaakcentowane błotniki tylne były wydłużone, a na ich końcach były większe pionowe tylne lampy zespolone. W pasie przednim atrapa chłodnicy pozostała podobna, obejmowała 11 pionowych chromowanych żeber, a jej owalny otwór został zaakcentowany od góry chromowaną listwą. Model Firedome nosił nazwę modelu z blokowych liter umieszczoną na bokach przednich błotników wraz z symbolem „V8”, a także chromowaną literę V obejmującą emblemat firmowy z przodu maski. Silnik pozostał taki sam jak w poprzednim roku: V8 o pojemności 276,1 CID (4,5 l), z takim samym przeniesieniem napędu.
Wersje nadwoziowe pozostały takie same jak w poprzedniej generacji (czterodrzwiowy sedan, kombi oraz dwudrzwiowe: hardtop Sportsman, kabriolet i Club Coupe). Rozstaw osi również pozostał taki sam – 125,5 cala (3187 mm); przy tym nadal oferowano ośmioosobowy przedłużony sedan, na podwoziu o rozstawie osi 139,5 cala (3543 mm), o długości całkowitej 5656 mm, który dodatkowo odróżniał się zachowaniem dotychczasowej, bardziej konserwatywnej stylistyki tylnej części. Ceny większości wersji były nawet nieco niższe i wynosiły od 2652 dolarów za coupe i 2673 dolarów za sedan do 3559 dolarów za wydłużony sedan (średnia cen 3055 dolarów).
Produkcja  Firedome wyniosła 2/3 produkcji oddziału DeSoto (66,33%), sięgając aż 86 502 sztuk, w tym 64 211 sedanów, 14 591 Club Coupe, 4700 hardtopów, 1700 kabrioletów, 1100 kombi i 200 przedłużanych sedanów. Była to najliczniejszy rocznik modelu Firedome. Tańszy odpowiednik modelu Firedome z silnikiem sześciocylindrowym otrzymał w tym roku nazwę Powermaster i był konstrukcyjnie taki sam, występując w takich samych wersjach nadwoziowych z wyjątkiem kabrioletu.

### 1954

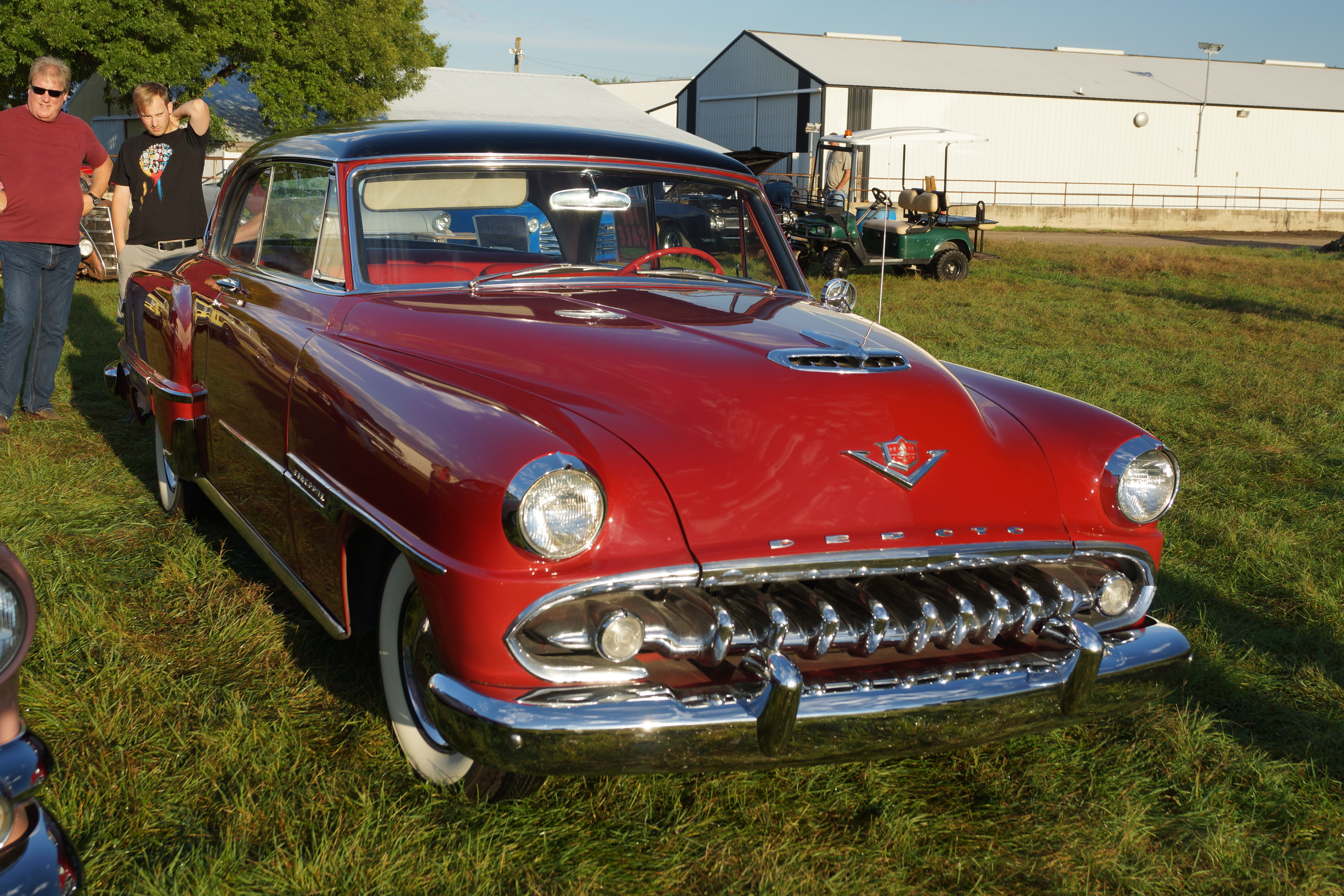
1954 DeSoto Firedome hardtop

Model na 1954 rok, produkowany od listopada 1953 roku, wprowadził jedynie niewielki lifting stylistyki. Najbardziej widoczną zmianą stała się atrapa chłodnicy z owalnym otworem na całą szerokość, otoczonym chromowanym paskiem, wewnątrz którego znajdowało się 9 krótszych pionowych żeber, połączonych poziomą belką, z okrągłymi światłami pozycyjnymi na końcach. Zmieniono też styl bocznych listew ozdobnych, które obejmowały od góry i dołu napis „FIREDOME” za przednimi kołami. W większym stopniu przestylizowano wnętrze i deskę rozdzielczą.
Moc silnika, dzięki podniesieniu stopnia sprężania, wzrosła do 170 KM przy 4400 obr./min. Dalej standardowa była mechaniczna skrzynia 3-biegowa, lecz jako opcja pojawiła się po raz pierwszy automatyczna skrzynia biegów PowerFlite, a także klimatyzacja Airtemp.
Gama nadwozi na 1954 rok pozostała taka sama, również ceny były na tym samym poziomie. Produkcja ośmiocylindrowego modelu sięgnęła 74,92% produkcji oddziału DeSoto, przy tym był to ostatni rok, kiedy produkowano także sześciocylindrowe DeSoto. Mimo to sprzedaż spadła znacznie od ubiegłego roku, osiągając 57 375 sztuk, w tym 45 095 sedanów.

## Trzecia generacja

### 1955
Nowa linia samochodów DeSoto na rok 1955 została zaprezentowana w październiku 1954 roku. Wraz ze zmianą stylistyki nadwozi zgodnie z nowoczesnym programem Forward Look, zmieniono także gamę modelową, wprowadzając nowy najdroższy model Fireflite, który usunął Firedome na pozycję tańszego modelu marki. Konstrukcyjnie oba samochody były jednakowe, jedynie Fireflite był lepiej wykończony i wyposażony. Nowa sylwetka była niższa, bardziej dynamiczna i pozbawiona wystających na boki błotników tylnych, z mocno wygiętą panoramiczną szybą przednią. Ozdoby po bokach obejmowały pojedynczą stalową listwę podkreślającą linię nadwozia, albo rozdwajającą się listwę z obszarem środkowym lakierowanym na inny kolor, obejmującym tylne koła. Na przednich błotnikach umieszczony był stylizowany metalowy napis z nazwą modelu, a emblemat „V8” był na błotnikach tylnych. Do samochodów DeSoto z poprzednich lat nawiązywała tylko atrapa chłodnicy z siedmioma krótkimi pionowymi chromowanymi żebrami i dwoma większymi, połączonymi poziomą belką, z podłużnymi światłami pozycyjnymi na końcach.
Model Firedome otrzymał powiększony silnik V8 o pojemności 291 cali sześciennych (4768 cm³) z dwugardzielowym gaźnikiem o mocy 185 KM. Fireflite odróżniał się silnikiem z czterogardzielowym gaźnikiem, o mocy 200 KM, który był dostępny za dopłatą także dla modelu Firedome. Standardowo Firedome miał nadal trzybiegową mechaniczną skrzynię biegów, a jako opcja dostępny był nadbieg albo automatyczna skrzynia PowerFlite, obsługiwana poprzez dźwignię umocowaną w desce rozdzielczej, a nie na kolumnie kierownicy. Opony miały rozmiar 7,60 × 15.
Firedome dostępny był w tej generacji początkowo jako czterodrzwiowy sedan, kombi, dwudrzwiowy kabriolet i dwudrzwiowy hardtop, występujący w tańszej odmianie Special i droższej Sportsman. Nowa sylwetka była zerwaniem z konserwatywnym obrazem marki i została bardzo dobrze odebrana. Wyprodukowano 77 759 Firedome z rocznika 1955 (67,33% produkcji DeSoto), w tym 46 388 sedanów, aż 28 943 dwudrzwiowych hardtopów i tylko 1803 kombi oraz 625 kabrioletów. W konsekwencji obniżenia pozycji modelu, ceny bazowe spadły o około 10% i wynosiły od 2498 dolarów za sedan do 3170 dolarów za kombi (średnia 2737 dolarów).

### 1956

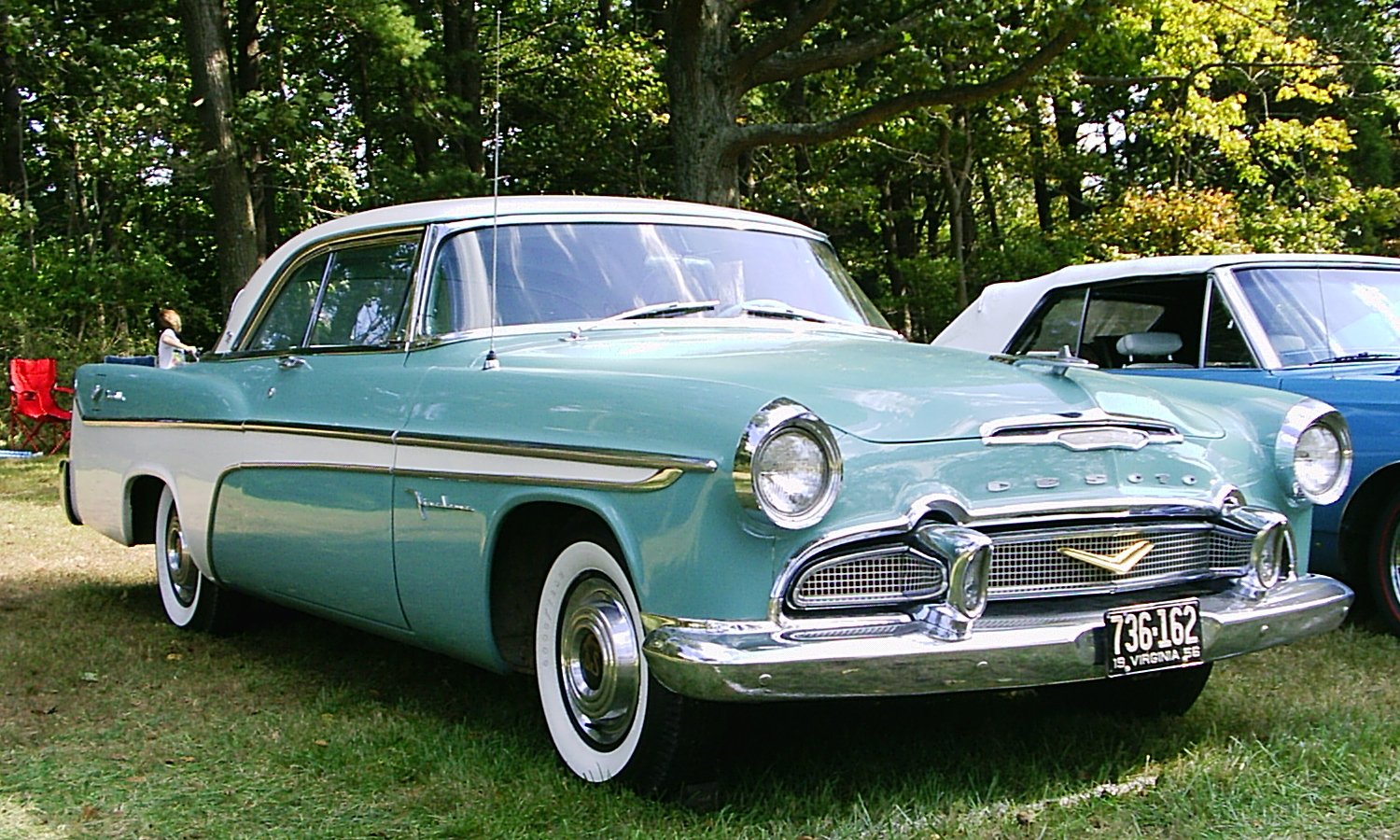
1956 DeSoto Firedome Seville 2-drzwiowy hardtop

W samochodach roku modelowego 1956, produkowanych od października 1955, zmodyfikowano stylistykę. Przede wszystkim zrezygnowano z pionowych żeber atrapy chłodnicy, stosując prostą chromowaną kratkę ze spłaszczonym „V” pośrodku. Zachowano jedynie dwa kły na górze zderzaka, obejmujące w tym roku światła postojowe. Powiększono i lekko podniesiono płetwy na tylnych błotnikach, obecnie ostro zakończone i zwieńczone trzema okrągłymi kloszami świateł zamiast pionowych lamp zespolonych. Zmianie uległ w związku z tym przebieg w tylnej części ozdobnych listew bocznych, rozgraniczających kolory (nieco grubszych w modelu Fireflite). Model Firedome można odróżnić zewnętrznie po chromowanych daszkach nad reflektorami, droższe Fireflite ma je lakierowane pod kolor nadwozia.
Pojemność silnika V8 powiększono do 330,4 cali sześciennych (5414 cm³) i moc do 230 KM, przy tym w modelu Firedome dostępny był tylko silnik z dwugardzielowym gaźnikiem. Opcjonalna była automatyczna skrzynia biegów PowerFlite, przy czym po raz pierwszy pojawił się system wybierania trybu skrzyni poprzez przyciski na desce rozdzielczej, a nie poprzez dźwignię.
Wśród nadwozi, obok 2-drzwiowego hardtopu pojawił się 4-drzwiowy hardtop, przy tym oba były dostępne w tańszej wersji Seville i droższej Sportsman. Wyprodukowano 79 905 Firedome z tego roku modelowego (71,71% produkcji firmy), w tym 44 909 sedanów, 23 725 dwudrzwiowych hardtopów i tylko 5675 czterodrzwiowych oraz poniżej 3 tysięcy kombi i kabrioletów. Ceny bazowe wahały się od 2678 dolarów za sedan do 3371 za kombi, średnia cen wynosiła 2929 dolarów.

## Czwarta generacja

### 1957
Rok 1957 to druga fala programu stylistycznego Forward Look i początek ostatniej generacji modelu Firedome, który stał się od tego roku pośrednim modelem marki, gdyż wprowadzono mniejszy model Firesweep, oparty na konstrukcji Dodge’a. Przez to, produkcja Firedome spadła w każdym z lat do średnio 1/3 produkcji marki. DeSoto współdzielił w nowych bliźniaczych modelach Firedome i Fireflite konstrukcję i nadwozie z Chryslerem (Fireflite różnił się lepszym wykończeniem i stosowaniem mocniejszych wersji tych samych silników). Nadwozie wciąż zabudowane było na ramie, lecz było obniżone w stosunku do poprzedniej generacji. Wyróżnikiem nowej stylistyki była bardziej spłaszczona maska, opadająca łagodnie z przodu między błotnikami, których górna linia była pozioma. Na przedłużeniu błotników osadzone były w ostrych wycięciach reflektory, przy czym od połowy roku wprowadzono możliwość instalacji dwóch par reflektorów w miejsce jednej (początkowo nie we wszystkich stanach USA prawo dopuszczało dwie pary reflektorów). Całkowicie zmieniony został styl atrapy przedniej, na całą szerokość przodu, z dwuczęściowym grubym chromowanym zderzakiem. Dolna część zderzaka obejmowała od dołu i po bokach kratę atrapy, a górna, w formie spłaszczonego owalu z wycięciem pośrodku, umieszczona była pośrodku atrapy i miała wkomponowane w jej zewnętrzne części światła postojowe/kierunkowskazy. Na bokach tylnych płetw umieszczono stylizowany metalowy napis Firedome, a w hardtopach na bokach przednich błotników za kołami umieszczano też napis Sportsman. Pomimo zmiany nadwozia, listwy ozdobne w wariancie dwukolorowym stanowiły wariację stylu z poprzedniego roku, z obszarem pomiędzy listwami lakierowanym na inny kolor, obejmującym tylne koła. Znacznie powiększono tylne płetwy, wznoszące się do góry, ze skośną tylną krawędzią, na której zachowano wprowadzony w poprzednim roku system trzech oddzielnych okrągłych kloszy lamp tylnych.
Gamę nadwozi stanowiły tylko czterodrzwiowy sedan, cztero- i dwudrzwiowy hardtop Sportsman i kabriolet (nadwozie kombi występowało jedynie w modelach Firesweep i Fireflite). W modelu Firedome oferowano wyłącznie 341-calowy (5588 cm³) silnik V8 Hemi, z dwugardzielowym gaźnikiem, o mocy 270 KM. W standardzie była trzybiegowa skrzynia mechaniczna, natomiast opcjonalną dwubiegową skrzynię automatyczną PowerFlite zastąpiła trzybiegowa TorqueFlite, również z przyciskowym wybieraniem zakresów. Nowością było także niezależne zawieszenie przednie (nazwa reklamowa Torsion-Aire) skonstruowane przy wykorzystaniu drążków skrętnych, dzięki czemu samochody koncernu Chryslera prowadziło się stabilniej niż konkurencja. Opony miały rozmiar 8,50 × 14.
Samochody modelu 1957 roku produkowano od października 1956 roku. Wyprodukowano 45 865 Firedome (34,31% ogólnej produkcji DeSoto), w tym 23 339 sedanów, 12 179 dwudrzwiowych hardtopów, 9050 czterodrzwiowych i 1297 kabrioletów. Ceny bazowe wzrosły od poprzedniego roku i wynosiły od 2958 dolarów za sedan do 3361 dolarów za kabriolet (średnia cen 3137 dolarów). Modele samochodów koncernu Chryslera z 1957 roku, w tym DeSoto, uważane były za najnowocześniej stylizowane na amerykańskim rynku w tym roku, jednak ujawniono w nich następnie problemy z jakością, w tym szybkie rdzewienie i pękające drążki skrętne, co wywołało złą sławę dla wszystkich marek koncernu Chryslera.

### 1958

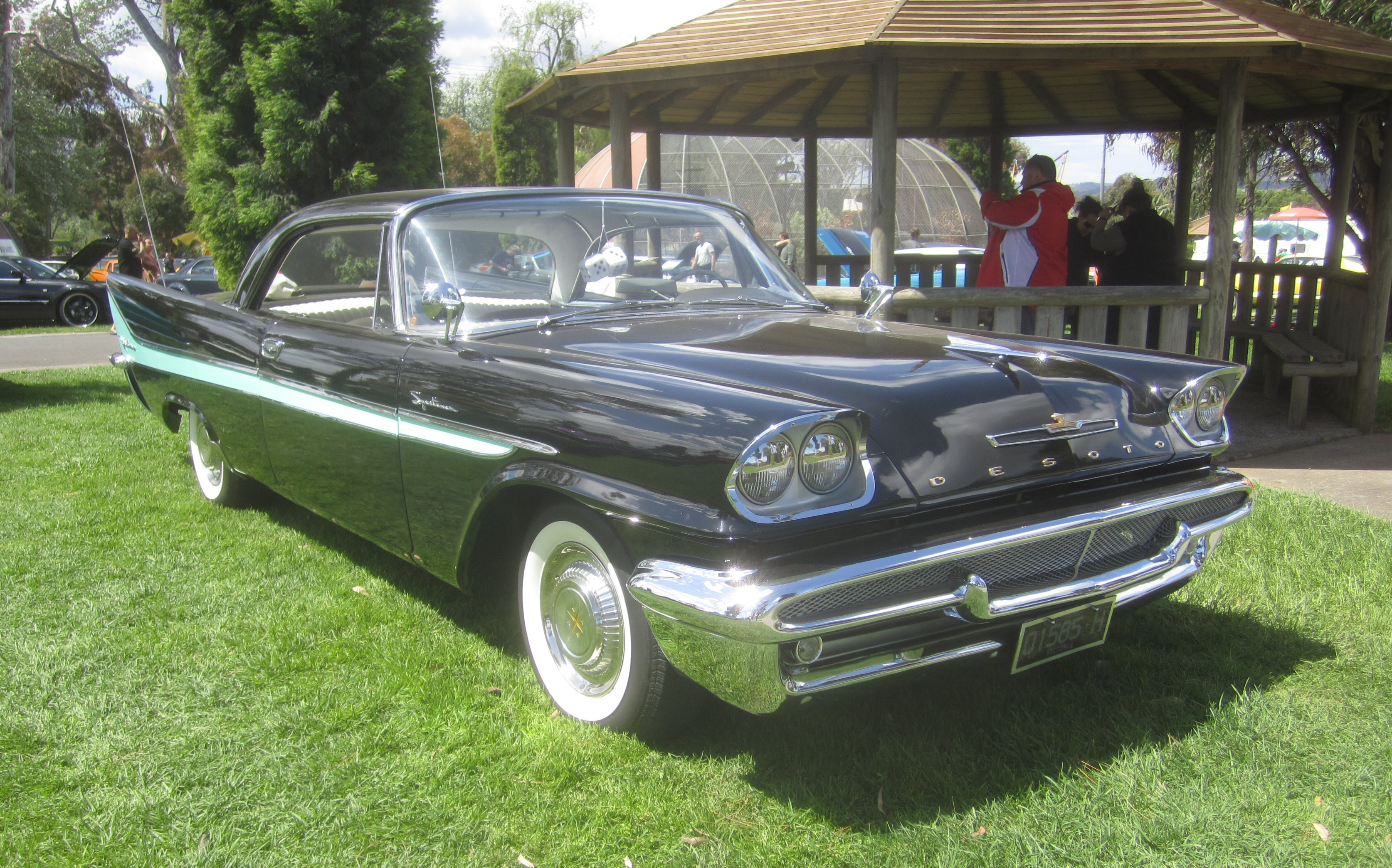
1958 DeSoto Firedome Sportsman 2-drzwiowy hardtop

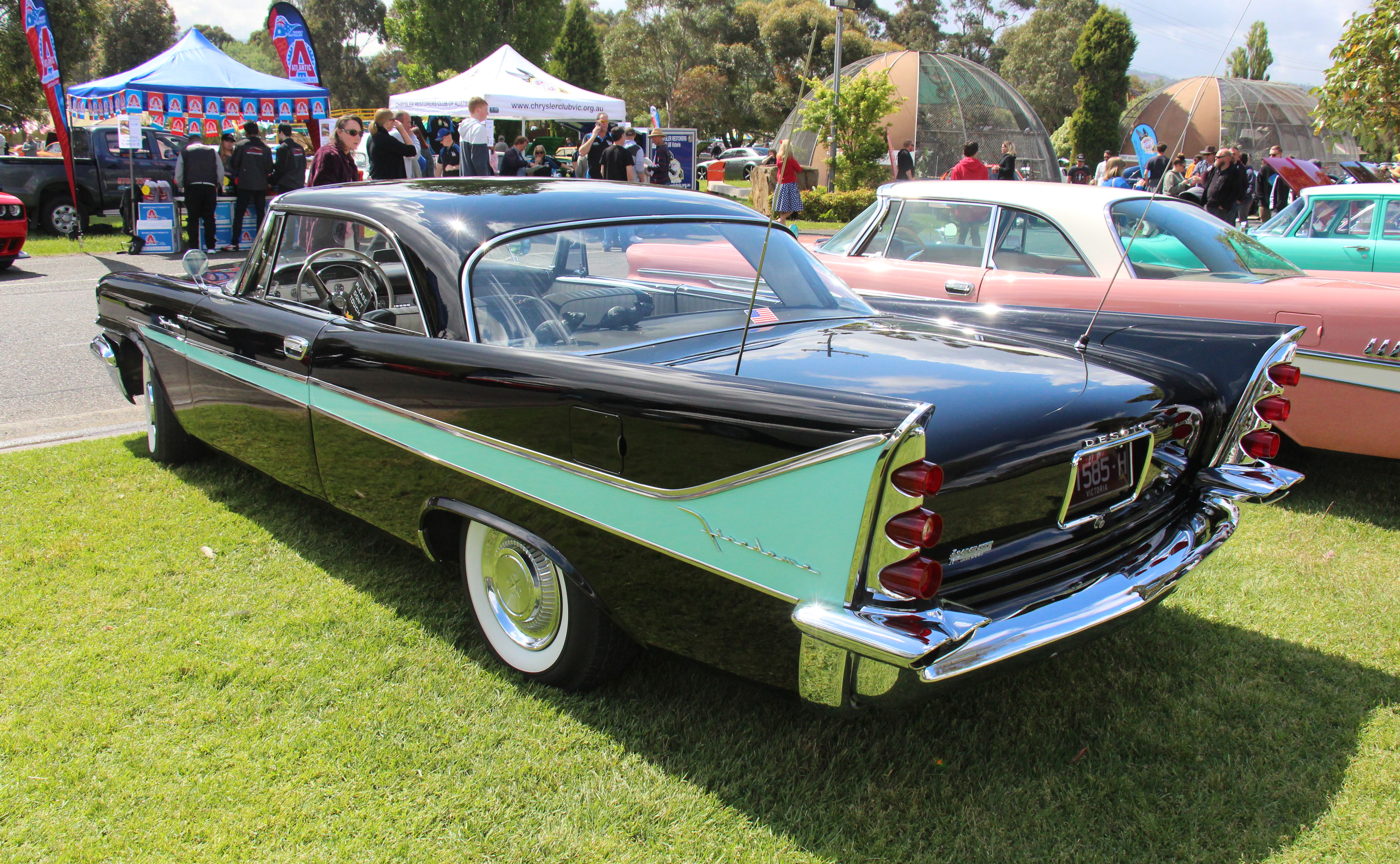
1958 DeSoto Firedome Sportsman Hardtop od tyłu

Rok 1958 przyniósł pierwszą powojenną recesję i spadki sprzedaży, zwłaszcza w obliczu problemów z jakością samochodów koncernu Chryslera z poprzedniego rocznika. Nowe modele na ten rok zaprezentowano w listopadzie 1957 roku.
Dzięki ujednoliceniu zapisów prawnych, dwie pary reflektorów stały się legalne w całych Stanach i wszystkie modele DeSoto miały je jako wyposażenie standardowe. Zmiany stylistyczne były drobne, głównie w kształcie grilla i całkowicie innym przebiegu rozdwojonych listew ozdobnych na boku nadwozia – obszar innego koloru dochodził teraz do tylnych płetw. Górny zderzak został wyraźniej rozszczepiony i jego dolna poprzeczka została obniżona w środkowej sekcji; wypełnienie tworzyła chromowana siatka.
Silnik V8 Hemi zamieniono na jednostkę Dodge D-500 z klinowatymi komorami spalania o pojemności 361 cali sześciennych (5916 cm³) i mocy 295 KM, z dwugardzielowym gaźnikiem. W standardzie pozostała trzybiegowa skrzynia mechaniczna, a opcjonalna była automatyczna TorqueFlite (za 220 dolarów).
Gama nadwozi pozostała taka sama. Ceny wynosiły od 3085 dolarów za sedan do 3489 dolarów za kabriolet, średnia cen wynosiła 3247 dolarów. Wyprodukowano ich tylko 17 479, w tym 9505 sedanów, co stanowiło 35,33% produkcji marki.

### 1959

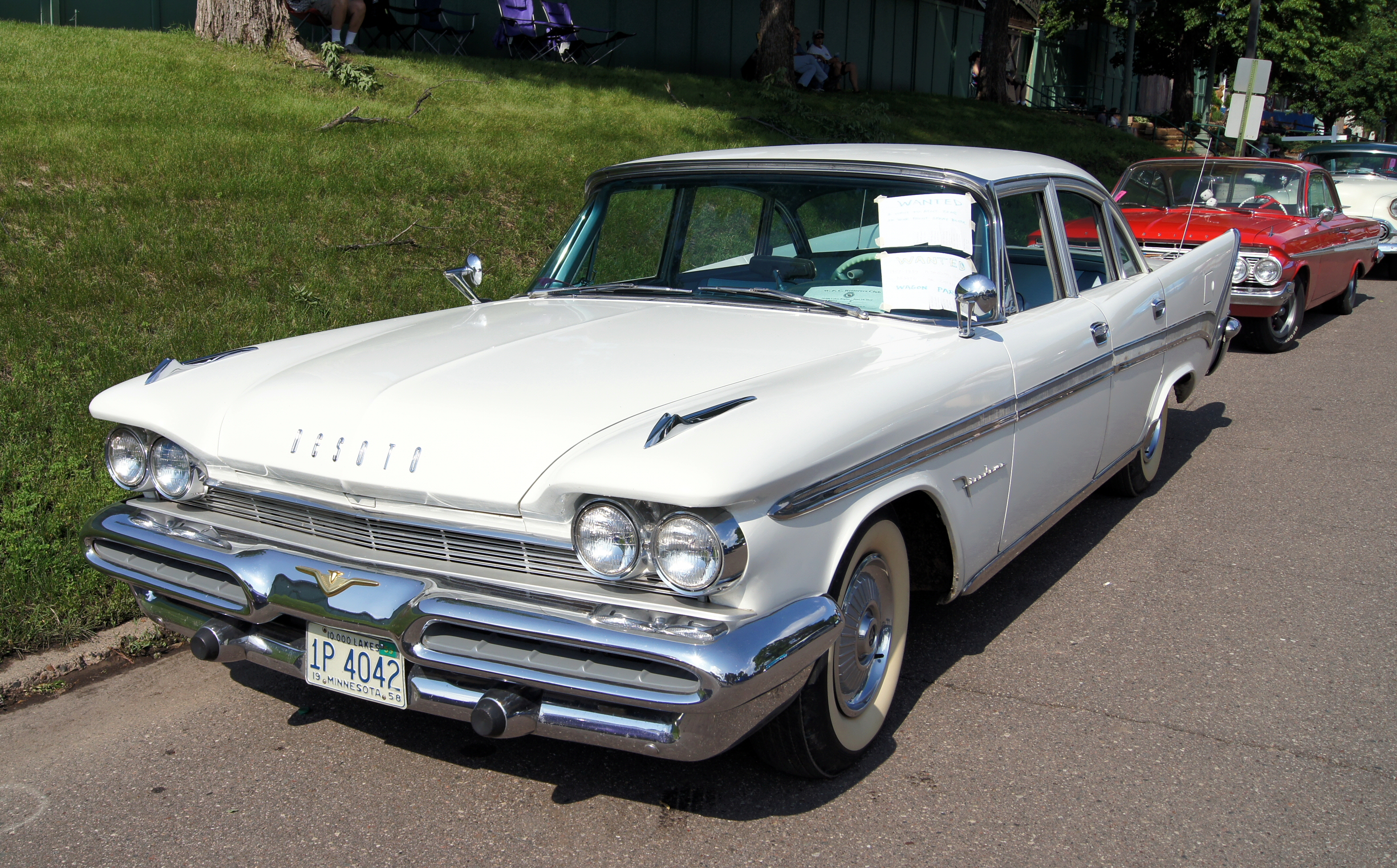
1959 DeSoto Firedome sedan

W roku 1959 marka DeSoto zaczęła przeżywać trudności, a udział w rynku spadł poniżej 1%, co spowodowało działania w koncernie Chryslera w celu zmniejszenia kosztów produkcji. Firedome nadal oparty był na tegorocznych modelach Chryslera i stał się bardziej do nich podobny, odróżniając się głównie atrapą i zderzakami. Na ten rok wprowadzono dalej idące zmiany stylistyki; przód stał się nowocześniejszy i bardziej masywny. Błotniki tworzyły masywne „kaptury” nad podwójnymi reflektorami, pomiędzy którymi maska była w niewielkim stopniu obniżona. Zmieniła się forma zderzaka, który w swojej górnej części miał teraz dwie szczeliny, po obu stronach od części centralnej, niosącej znak firmowy. Zmieniła się również forma tylnych płetw i umieszczonych na ich końcach potrójnych kloszy świateł oraz ozdobnych listew bocznych. Zmieniono także wnętrze i tablicę przyrządów. Metalowy napis Firedome został przeniesiony na boki przednich błotników poniżej listew, a dodatkowo w hardtopach umieszczano napis Sportsman ponad tylnymi kołami.
Pojemność silnika Turboflash z dwugardzielowym gaźnikiem wynosiła w tym roku 383 cale sześcienne (6276 cm³), moc 305 KM. Jako opcja za 351 dolarów dostępny był silnik modelu Adventurer z podwójnym czterogardzielowym gaźnikiem o mocy 350 KM. W zawieszeniu tylnej osi wprowadzono miechy ze sprężonym gazem, polepszające stabilność jazdy. Na liście wyposażenia opcjonalnego pojawiły się oddzielne fotele kierowcy i pasażera, obracające się w stronę wsiadającego po otwarciu drzwi (Swivel Seats).
Samochody tego modelu produkowano od października 1958 roku. Gama nadwozi pozostała jak w poprzednim roku. Ceny wynosiły od 3234 dolarów za sedan do 3653 dolarów za kabriolet, średnia cen wynosiła 3407 dolarów. Wyprodukowano tylko 15 076 samochodów, w tym 9171 sedanów (32,97% produkcji marki).
1959 rok był ostatnim rokiem produkcji modeli Firedome i Firesweep; w kolejnym roku oba zostały zastąpione przez model Fireflite, który spadł do roli tańszego modelu marki.

## DeSoto Firedome w kulturze
- Samochodem DeSoto Firedome Sportsman z 1956 roku poruszał się główny bohater filmu Zawrót głowy Alfreda Hitchcocka[18].